# Polyrhachis lanuginosa
Polyrhachis lanuginosa é uma espécie de formiga do gênero Polyrhachis, pertencente à subfamília Formicinae.